# Marguerite d'Écosse (1193-1259)
 (février 2017).
Si vous disposez d'ouvrages ou d'articles de référence ou si vous connaissez des sites web de qualité traitant du thème abordé ici, merci de compléter l'article en donnant les références utiles à sa vérifiabilité et en les liant à la section « Notes et références ».
Pour les articles homonymes, voir Marguerite d'Écosse.
Marguerite d'Écosse, née à Haddington en 1193 et morte en 1259, est une princesse écossaise et par mariage, comtesse de Kent.

## Biographie
Marguerite est le premier enfant du roi Guillaume Ier d'Écosse et de son épouse Ermengarde de Beaumont. Elle était ainsi la sœur aînée du futur Alexandre II d'Écosse.
Son père avait combattu pendant longtemps le roi Henri II d'Angleterre ainsi que son fils Jean sans Terre. En conséquence, en 1209, Guillaume fut obligé d'envoyer Marguerite et sa sœur cadette Isabelle en otages ; elles furent emprisonnées au château de Corfe avec Aliénor de Bretagne, qui avait une prétention sur le trône d'Angleterre plus forte que le roi Jean. En juin 1213, Jean leur envoya des robes vertes, des manteaux en peau d'agneau ainsi que des pantoufles d'été. Les trois dames étaient autorisées à se promener à cheval sous escorte.
Le 19 juin 1221, Marguerite épousa Hubert de Burgh. Au moment de leur mariage, Hubert était régent du Royaume d'Angleterre car Henri III ne pouvait encore gouverner par lui-même. Henri III atteint sa majorité en 1227 et Hubert quitta ses fonctions de régent. Il reçut le titre de comte de Kent et resta une des personnes les plus influentes à la cour jusqu'à sa disgrâce en 1232.
Marguerite et Hubert n'eurent qu'une fille, Marguerite de Burgh (1227–1237). Aussi connue sous le surnom de « Margot », elle épousa Richard de Clare (6e comte de Gloucester), mais n'eut aucune descendance. La lignée de Marguerite d'Écosse s'éteignit ainsi en 1237.
Marguerite survécut seize ans à son mari et mourut le 25 novembre 1259. Elle est inhumée à l'Église des Frères Noirs Londres.
De sa naissance à sa mort, Marguerite fut à plusieurs reprises héritière du trône d'Écosse en tant que descendante du roi Guillaume.